# 布倫特伍德 (密蘇里州)
布倫特伍德（英語：Brentwood）是位於美國密蘇里州聖路易斯縣的城市。

## 人口
根據2020年美國人口普查的數據，布倫特伍德的面積為5.06平方千米，皆為陸地。當地共有人口8233人，而人口密度為每平方千米1,627人。